# Trey Peaks
Trey Peaks är en bergstopp i Antarktis. Den ligger i Östantarktis. Argentina och Storbritannien gör anspråk på området. Toppen på Trey Peaks är 1 236 meter över havet.
Terrängen runt Trey Peaks är kuperad västerut, men österut är den platt. Trakten är obefolkad. Det finns inga samhällen i närheten. 